# Братья Роудсы
Братья Роудсы (англ. The Rhodes Brothers) — команда профессиональных рестлеров, выступающая в крупнейшей федерации рестлинга мира — WWE. Состоит из двух братьев — Коди Роудса (Стардаста) и Дастина Роудса (Голдаста). Их менеджером является их отец «Американская мечта» Дасти Роудс. На ринге дебютировали на PPV WWE Battleground, победив Романа Рейнса и Сета Роллинса и тем самым сохранив свою работу в компании.

## История

### Формирование; Фьюд со Щитом и Новой Корпорацией (02.09.2013 — 24.11.2013)
Все началось со сюжетного увольнения Коди Роудса из WWE после проигрыша Чемпиону WWE Рэнди Ортону 2 сентября на RAW. На следующей неделе его сводный брат Голдаст бился против того же Рэнди Ортона. Условия матча были такими: если побеждает Голдаст, Коди Роудс возвращается на работу; если нет, то он сможет дальше работать в компании. Ещё через неделю на RAW их отец Дасти Роудс попытался уговорить Стефани Макмэн вернуть его сыновей на работу. Стефани отказалась и приказала Биг Шоу нокаутировать Дасти.
23 сентября на RAW, перед матчем Щита (Дин Эмброус, Роман Рейнс и Сет Роллинс) против 11-ти рестлеров WWE Братья Роудсы выбежали в чёрных костюмах, напав на Щит и слегка избив их, поскольку их разняла охрана. На следующем RAW Стефани Макмэн и Трипл Эйч предложили Семье Роудс вернуть свою работу назад. Но для этого им нужно победить Щит (Роман Рейнс и Сет Роллинс) на PPV WWE Battleground. Условия матча были такие: если побеждают Братья Роудсы, они будут возвращены на работу; если побеждают Щит, то Семье Роудс будет навсегда запрещено появляться в WWE, а Дасти Роудс будет уволен из NXT. Роудсы приняли это предложение.
На Battleground Братья Роудсы победили Романа Рейнса и Сета Роллинса и вернули себе работу. Во время матча Дин Эмброус попытался напасть на Дасти Роудса, но тот взял свой ремень и надавал им Эмброусу. После матча на рампу вышли несколько фейсов WWE, чтобы отпраздновать их победу. На следующем RAW Роудсы вместе с Дэниелом Брайаном победили Щит. 11 октября на SmackDown победили Семью Уайеттов (Эрик Роуэн и Люк Харпер).

### Командные Чемпионы WWE; Последующее время (14.10.2013 — 01.06.2014)
14 октября на RAW Братья Роудсы дрались с Командными Чемпионами WWE — Сетом Роллинсом и Романом Рейнсом за их титулы. Перед матчем Трипл Эйч сообщил, что этот матч пройдет без дисквалификаций. В конце матча из трибун вышел Биг Шоу и нокаутировал всех участников Щита. Коди Роудс этим воспользовался и успешно удержал Романа Рейнса, тем самым прервав один из самых долгих тайтл-рейнов Командных Чемпионств — 148 дней.

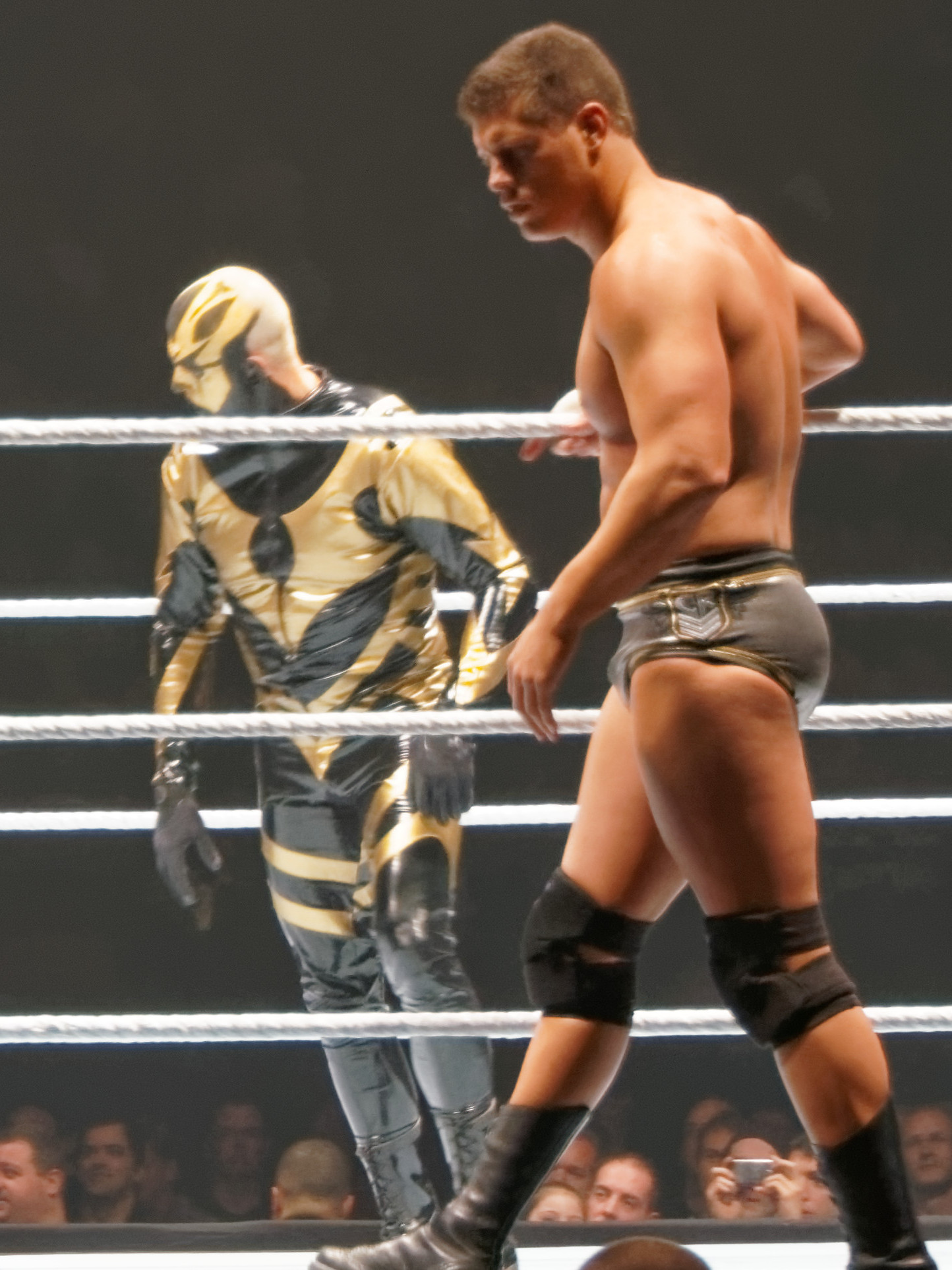
Братья Роудсы в матче против Щита на хаус-шоу

На следующем SmackDown генеральный менеджер арены SmackDown — Вики Герреро назначила командный матч три на три на этом шоу между Братьями Роудсами и Дэниелом Брайаном против Щита. В этом матче победу одержали фейсы, после того, как Брайан вырубил Дина Эмброуса ударом коленом с разбега. На следующем RAW назначили матч между Щитом и Братьями Усо, победители которого станут претендентами № 1 на титулы Командных Чемпионов WWE. Братья Роудсы сидели около комментаторов. Сам матч закончился без результата, после того, как все три стороны подрались. После всего этого и назначили командный матч «Тройная Угроза» на PPV Hell in a Cell (2013) между Братьями Роудсами, Щитом и Братьями Усо за Командные титулы. 23 октября на шоу WWE Main Event, Голдаст бился против одного из участников Щита — Сета Роллинса. В конце матча Дастин отвлекся на Романа Рейнса, который ударил Коди Роудса. Роллинс этим воспользовался и свернул его в успешное удержание. 25 октября на выпуске SmackDown Братья Роудсы, вместе с Дэниелом Брайаном и Биг И Лэнгстоном победили Щит и Рэнди Ортона.
На Hell in a Cell Роудсы победили Щит и Братьев Усо и сохранили свои титулы. Известный рестлинг-критик Дэйв Мельтцер поставил этому матчу 4.0 балла и признал этот матч лучшим на данном шоу. Через день на RAW, Братья Роудсы проиграли Настоящим Американцам (Джек Сваггер и Антонио Сезаро), после того, как Голдаст сдался от захвата лодыжки от Сваггера.
На следующем SmackDown, во время конфронтации между Чемпионом Мира в тяжёлом весе Джоном Синой и Братьями Роудсами против Настоящих Американцев и Дэмиена Сэндоу, вышла генеральный менеджер SmackDown Вики Герреро и назначила мэйн-ивентом этого шоу командный матч три на три между Синой с Роудсами против Американцев и Сэндоу. Сам матч вышел очень хорошим, длился около 20 минут, а победу в нём одержали фейсы, после Attitude Adjusnment от Сины на Джеке Сваггере. 4 ноября на RAW, Братья Роудсы, снова, вместо с Джоном Синой победили Настоящих Американцев и Дэмиена Сэндоу в матче-реванше, после Финального разреза на Антонио Сезаро. На RAW от 11 ноября Трипл Эйч назначил Гандикап матч на это шоу между Командными чемпионами Коди Роудсом и Голдастом против Чемпиона WWE Рэнди Ортона. Победу в этом матче одержали Роудсы по каунт-ауту.

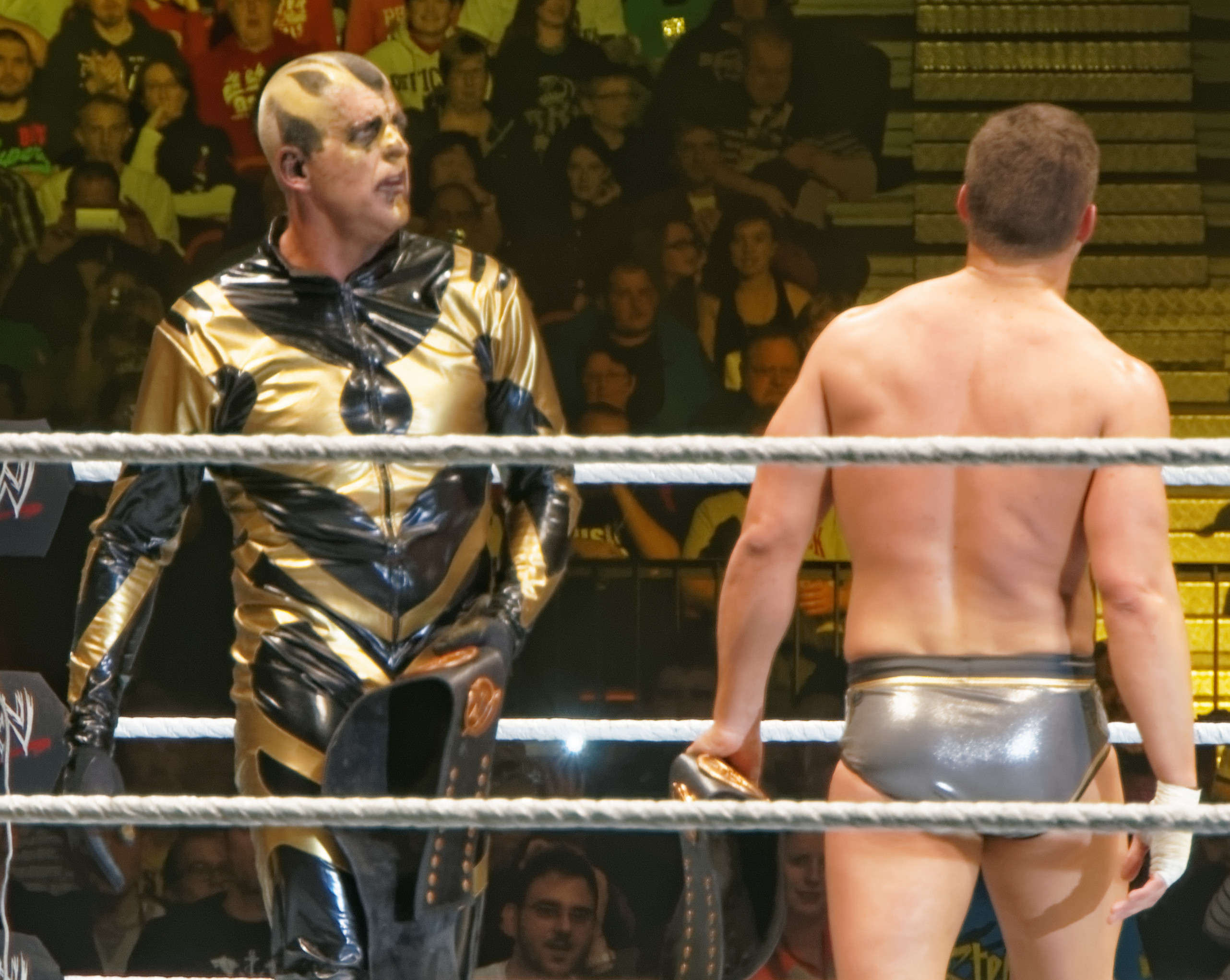
Братья Роудсы на хаус-шоу

18 ноября на RAW Роудсы, вместе с СМ Панком, Дэниелом Брайаном и Братьями Усо победили Семью Уайеттов (Брэй Уайетт, Эрик Роуэн и Люк Харпер) и Щит. Перед матчем было анонсировано, что на PPV Survivor Series (2013) Братья Роудсы, вместе с Братьями Усо и «неизвестным рестлером» будут противостоять Щиту и Настоящим Американцам. После матча на ринг выбежали Американцы и началась массовая драка. На помощь фейсам выбежал Рей Мистерио, который совершил своё возвращение после 9-ти месячного отсутствия, после чего провел Эрику Роуэну и Джеку Сваггеру «619». Место «неизвестного рестлера» занял Мистерио.
На Survivor Series Команда Роудса, Братьев Усо и Рея Мистерио проиграла Щиту и Настоящим Американцам. Единственным выжившим остался Роман Рейнс. Для победи он провел Мистерио Гарпун и удержал его. На следующем RAW Роудсы, вместе с Реем Мистерио проиграли Щиту. Впоследствии этого был назначен титульный матч на следующий SmackDown, в котором Коди Роудс и Голдаст защищали свои титулы от Романа Рейнса и Сета Роллинса. Этот матч закончился дисквалификацией бывших чемпионов после того, как Дин Эмброус, сидящий в комментаторском кресле, напал на Коди Роудса. После матча Щит продолжил избивать Командных Чемпионов и им на помощь прибежал СМ Панк со стулом у руках. Он разогнал хилов с ринга, после чего на титантроне появилась Вики Герреро и назначила командный матч три на три: Роудсы и СМ Панк против Щита. Во время матча на рампу вышла Семья Уайеттов и когда фейсы начали доминировать, злая семейка напала на них. Снова началась драка и на помощь Роудсам и Панку выбежали уже Братья Усо и Рей Митерио. Вики Герреро не стерпела этого и назначила командный матч 6х6: с одной стороны Роудсы, Усо, СМ Панк и Мистерио, а с другой — Щит и Уайетты. Этот матч закончился победой фейсов.
На следующем RAW Роудсы, вместе с Биг Шоу проиграли Щиту. В конце матча Голдаст провёл Дину Эмброусу Суперплекс с третьего каната, после чего Сет Роллинс скрутил Дастина в победное для них удержание. 4 декабря на выпуске Main Event Голдаст победил Райбека по дисквалификации после вмешательства в матч командного партнёра последнего — Кёртиса Акселя. На следующем SmackDown победили «Райбаксель Рулс» (Райбек и Кёртис Аксель).
На специальном выпуске RAW Slammy Award получили Слэмми в номинации «Команда Года», а Голдаст получил Слэмми «Возвращение Года». На этом же шоу Роудсы, вместе с Биг Шоу и Реем Мистерио победили «Райбаксель Рулс» и Настоящих Американцев после «619» на Акселе. На следующем выпуске SmackDown победили Американцев. После этого был назначен четырёхсторонний командный матч на PPV TLC: Tables, Ladders & Chairs за титулы Командных чемпионов: чемпионы Роудсы против Настоящих Американцев против «Райбаксель Рулс» против Биг Шоу и Рея Мистерио.
На TLC отстояли свои титулы в четырёхстороннем командном матче на выбывание, после Кросс Роудс на Мистерио. После матча Роудсы пожали руки Биг Шоу и Рею Мистерио в знак уважения. На следующем выпуске RAW проиграли тем же Биг Шоу и Рее Мистерио в нетитульном матче. На следующем SmackDown проиграли Эрику Роуэну и Люку Харперу. На следующем RAW, вместе с Дэниелом Брайаном проиграли целому составу Семьи Уайетт. На следующем SmackDown Коди Роудс проиграл Антонио Сезаро.
На PPV Royal Rumble,Братья Роудс проиграли свои титулы команде Изгои Нового Века(Билли Ганн и Роад Догг).
На Payback Братья проиграли РайбАкселю и Коди сказал, что Голдасту нужен партнер сильнее.

### Голдаст и Стардаст (2014—2015)
На RAW 16 июня 2014 года свой дебют совершил Стардаст обединившись с Голдастом они одержали победу над командой РайбАкселя. На событии Деньги в Банке вновь одержали победу над РайбАкселем.

## Матчи Братьев Роудсов на PPV
| 23 февраля 2014 года |

| 21 сентября 2014 года |

| 26 октября 2014 года |

## В рестлинге
- Финишеры Коди Роудса
  - Кросс Роудс (англ. Cross Rhodes)

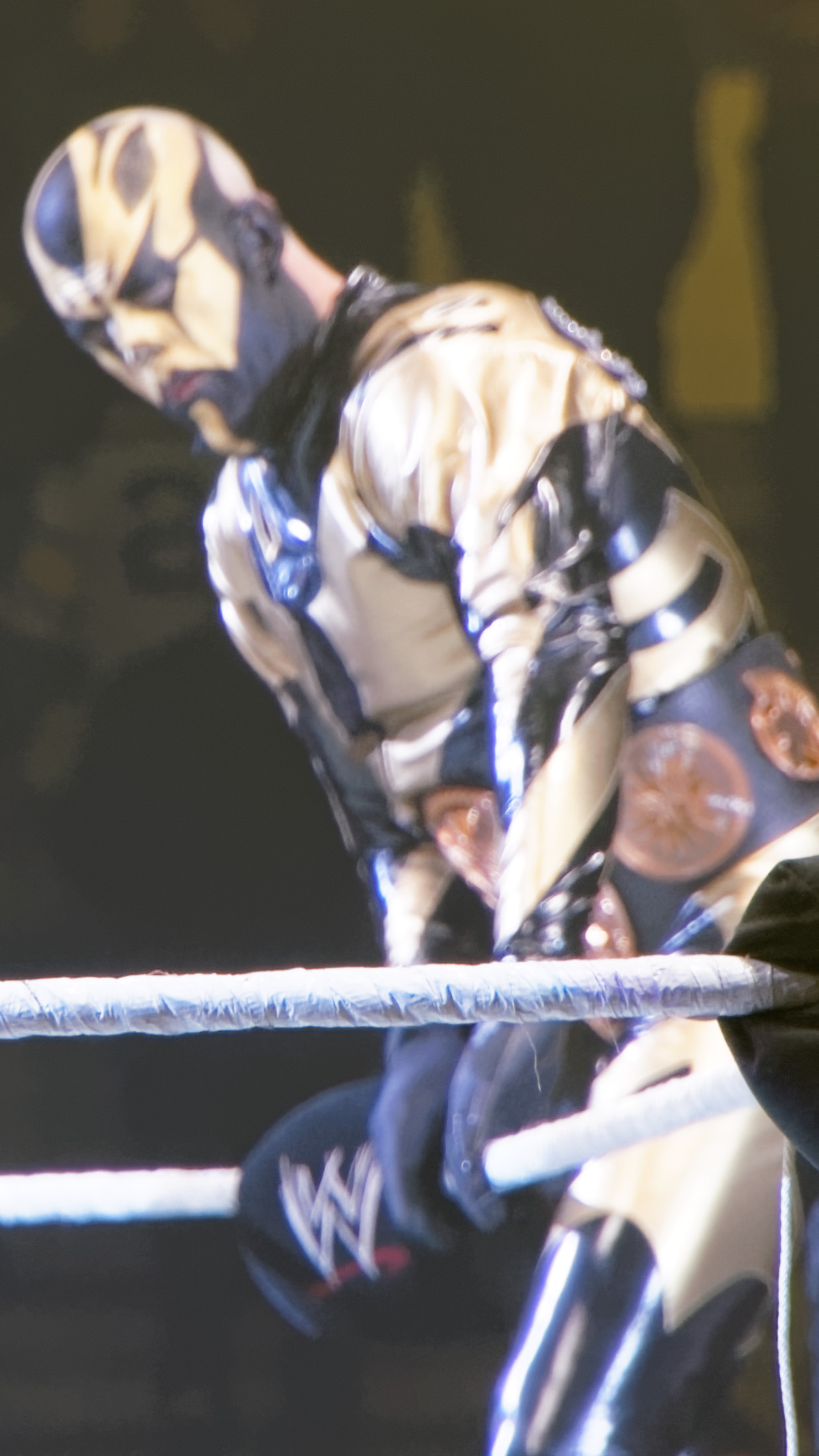
Голдаст с титулом Командного чемпиона WWE

  - Красивая Катастрофа / Катастрофа-Кик (англ. Beautiful Disaster / Disaster Kick)
- Финишеры Голдаста
  - Кросс Роудс
  - Разрушенные мечты (англ. Shattered Dreams)
  - Финальный разрез (англ. Final Cut)
- Менеджеры
  - Дасти Роудс (отец)
- Музыкальные темы
  - Smoke & Gold — от Джимма Джонстона (21 октября 2013 года — 16 февраля 2015 года)

## Титулы и награды
- WWE
  - Командные чемпионы WWE — 2 раза
  - Слэмми в номинации «Команда Года» (2013)
  - Слэмми в номинации «Возвращение Года» (Голдаст, 2013)